# Anthony Mezaache
Anthony Mezaache est un boxeur franco-algérien né le 21 août 1978 à Asnières-sur-Seine.

## Carrière
Passé professionnel en 2003, il devient champion de France des poids légers le 12 juillet 2007 puis champion d'Europe EBU le 28 février 2009 en battant à Norwich l'anglais Jonathan Thaxton. Cette performance ainsi que la défense de sa ceinture européenne en juillet contre Andrei Kudriavtsev lui ont permis de remporter les gants d'or 2009.